# Campeonato Mundial de Patinação Artística no Gelo de 2002
O Campeonato Mundial de Patinação Artística no Gelo de 2002 foi a nonagésima segunda edição do Campeonato Mundial de Patinação Artística no Gelo, um evento anual de patinação artística no gelo organizado pela União Internacional de Patinação (em inglês:  International Skating Union) onde os patinadores artísticos competem pelo título de campeão mundial. A competição foi disputada entre os dias 16 de março e 24 de março, no M-Wave, localizado na cidade de Nagano, Japão.

## Eventos
- Individual masculino
- Individual feminino
- Duplas
- Dança no gelo

## Medalhistas
| Evento                        | Ouro                                     | Prata                                       | Bronze                                      |
| Individual masculino detalhes | Alexei Yagudin · Rússia                  | Timothy Goebel · Estados Unidos             | Takeshi Honda · Japão                       |
| Individual feminino detalhes  | Irina Slutskaya · Rússia                 | Michelle Kwan · Estados Unidos              | Fumie Suguri · Japão                        |
| Duplas detalhes               | Shen Xue · Zhao Hongbo · China           | Tatiana Totmianina · Maxim Marinin · Rússia | Kyoko Ina · John Zimmerman · Estados Unidos |
| Dança no gelo detalhes        | Irina Lobacheva · Ilia Averbukh · Rússia | Shae-Lynn Bourne · Victor Kraatz · Canadá   | Galit Chait · Sergei Sakhnovski · Israel    |

## Resultados

### Individual masculino
| Pos.                                                  | Nome                  | Nacionalidade    | Pontos | QA | QB | PC | PL |
| ----------------------------------------------------- | --------------------- | ---------------- | ------ | -- | -- | -- | -- |
| Medalha de ouro                                       | Alexei Yagudin        | Rússia           | 2.0    | 1  |    | 1  | 1  |
| Medalha de prata                                      | Timothy Goebel        | Estados Unidos   | 4.8    |    | 1  | 4  | 2  |
| Medalha de bronze                                     | Takeshi Honda         | Japão            | 6.0    | 3  |    | 3  | 3  |
| 4                                                     | Alexander Abt         | Rússia           | 6.0    | 2  |    | 2  | 4  |
| 5                                                     | Li Chengjiang         | China            | 9.8    |    | 3  | 6  | 5  |
| 6                                                     | Michael Weiss         | Estados Unidos   | 16.0   |    | 2  | 5  | 6  |
| 7                                                     | Anthony Liu           | Austrália        | 16.4   |    | 7  | 11 | 7  |
| 8                                                     | Jeffrey Buttle        | Canadá           | 17.8   |    | 4  | 7  | 12 |
| 9                                                     | Zhang Min             | China            | 18.6   | 4  |    | 15 | 8  |
| 10                                                    | Andrejs Vlascenko     | Alemanha         | 18.8   |    | 11 | 9  | 9  |
| 11                                                    | Frédéric Dambier      | França           | 19.2   | 5  |    | 12 | 10 |
| 12                                                    | Matthew Savoie        | Estados Unidos   | 21.8   | 6  |    | 14 | 11 |
| 13                                                    | Brian Joubert         | França           | 21.8   |    | 5  | 8  | 15 |
| 14                                                    | Kevin van der Perren  | Bélgica          | 22.8   | 7  |    | 10 | 14 |
| 15                                                    | Ben Ferreira          | Canadá           | 27.2   | 10 |    | 17 | 13 |
| 16                                                    | Gao Song              | China            | 29.2   |    | 9  | 16 | 16 |
| 17                                                    | Ivan Dinev            | Bulgária         | 29.8   |    | 10 | 13 | 18 |
| 18                                                    | Stéphane Lambiel      | Suíça            | 30.2   |    | 6  | 18 | 17 |
| 19                                                    | Roman Skorniakov      | Uzbequistão      | 34.8   |    | 8  | 21 | 19 |
| 20                                                    | Vakhtang Murvanidze   | Geórgia          | 35.0   | 9  |    | 19 | 20 |
| 21                                                    | Markus Leminen        | Finlândia        | 39.2   |    | 13 | 20 | 22 |
| 22                                                    | Dmitri Dmitrenko      | Ucrânia          | 39.6   | 12 |    | 23 | 21 |
| 23                                                    | Sergei Rylov          | Azerbaijão       | 40.6   | 8  |    | 24 | 23 |
| 24                                                    | Sergei Davydov        | Bielorrússia     | 42.0   |    | 12 | 22 | 24 |
| Não avançaram para a patinação livre / programa longo |                       |                  |        |    |    |    |    |
| 25                                                    | Juraj Sviatko         | Eslováquia       |        | 11 |    | 25 |    |
| 26                                                    | Tomáš Verner          | República Tcheca |        | 15 |    | 26 |    |
| 27                                                    | Yosuke Takeuchi       | Japão            |        | 14 |    | 27 |    |
| 28                                                    | Gregor Urbas          | Eslovênia        |        |    | 14 | 28 |    |
| 29                                                    | Kristoffer Berntsson  | Suécia           |        | 13 |    | 29 |    |
| 30                                                    | Sergei Kotov          | Israel           |        |    | 15 | 30 |    |
| Não avançaram para o programa curto                   |                       |                  |        |    |    |    |    |
| 31                                                    | Yon Garcia            | Espanha          |        |    | 16 |    |    |
| 31                                                    | Zoltán Tóth           | Hungria          |        | 16 |    |    |    |
| 33                                                    | Clemens Jonas         | Áustria          |        | 17 |    |    |    |
| 33                                                    | Aidas Reklys          | Lituânia         |        |    | 17 |    |    |
| 35                                                    | James Black           | Reino Unido      |        | 18 |    |    |    |
| 35                                                    | Miloš Milanović       | Iugoslávia       |        |    | 18 |    |    |
| 37                                                    | Panagiotis Markouizos | Grécia           |        |    | 19 |    |    |
| 37                                                    | Dino Quattrocecere    | África do Sul    |        | 19 |    |    |    |
| WD                                                    | Margus Hernits        | Estônia          |        |    |    |    |    |

### Individual feminino
| Pos.                                                  | Nome                  | Nacionalidade    | Pontos | QA | QB | PC | PL |
| ----------------------------------------------------- | --------------------- | ---------------- | ------ | -- | -- | -- | -- |
| Medalha de ouro                                       | Irina Slutskaya       | Rússia           | 2.0    |    | 1  | 1  | 1  |
| Medalha de prata                                      | Michelle Kwan         | Estados Unidos   | 4.2    | 1  |    | 3  | 2  |
| Medalha de bronze                                     | Fumie Suguri          | Japão            | 5.0    | 2  |    | 2  | 3  |
| 4                                                     | Sasha Cohen           | Estados Unidos   | 7.8    |    | 2  | 5  | 4  |
| 5                                                     | Yoshie Onda           | Japão            | 8.6    |    | 3  | 4  | 5  |
| 6                                                     | Elena Liashenko       | Ucrânia          | 11.2   |    | 4  | 6  | 6  |
| 7                                                     | Viktoria Volchkova    | Rússia           | 15.4   |    | 9  | 8  | 7  |
| 8                                                     | Júlia Sebestyén       | Hungria          | 16.4   | 3  |    | 7  | 11 |
| 9                                                     | Jennifer Robinson     | Canadá           | 18.4   | 5  |    | 14 | 8  |
| 10                                                    | Silvia Fontana        | Itália           | 18.8   | 7  |    | 10 | 10 |
| 11                                                    | Susanna Pöykiö        | Finlândia        | 19.2   |    | 6  | 13 | 9  |
| 12                                                    | Laetitia Hubert       | França           | 22.4   |    | 8  | 12 | 12 |
| 13                                                    | Zuzana Babiaková      | Eslováquia       | 22.8   | 11 |    | 9  | 13 |
| 14                                                    | Idora Hegel           | Croácia          | 28.6   |    | 10 | 16 | 15 |
| 15                                                    | Tatiana Malinina      | Uzbequistão      | 29.6   |    | 5  | 11 | 21 |
| 16                                                    | Miriam Manzano        | Austrália        | 32.0   |    | 13 | 18 | 16 |
| 17                                                    | Galina Maniachenko    | Ucrânia          | 32.4   | 10 |    | 24 | 14 |
| 18                                                    | Julia Soldatova       | Bielorrússia     | 33.0   |    | 7  | 22 | 17 |
| 19                                                    | Marta Andrade         | Espanha          | 33.0   | 12 |    | 17 | 18 |
| 20                                                    | Fang Dan              | China            | 35.2   |    | 12 | 19 | 19 |
| 21                                                    | Vanessa Giunchi       | Itália           | 37.6   | 14 |    | 20 | 20 |
| 22                                                    | Julia Lautowa         | Áustria          | 38.2   | 9  |    | 21 | 22 |
| 23                                                    | Åsa Persson           | Suécia           | 41.2   |    | 11 | 23 | 23 |
| Não avançaram para a patinação livre / programa longo |                       |                  |        |    |    |    |    |
| WD                                                    | Jennifer Kirk         | Estados Unidos   |        | 4  |    | 15 |    |
| 25                                                    | Lucie Krausová        | República Tcheca |        | 8  |    | 26 |    |
| 26                                                    | Gintarė Vostrecovaitė | Lituânia         |        | 13 |    | 25 |    |
| 27                                                    | Natalie Hoste         | Bélgica          |        |    | 15 | 27 |    |
| 28                                                    | Sabina Wojtala        | Polônia          |        | 15 |    | 28 |    |
| 29                                                    | Georgina Papavasiliou | Grécia           |        |    | 14 | 29 |    |
| WD                                                    | Maria Butyrskaya      | Rússia           |        | 6  |    |    |    |
| Não avançaram para o programa curto                   |                       |                  |        |    |    |    |    |
| 31                                                    | Anne-Sophie Calvez    | França           |        | 16 |    |    |    |
| 31                                                    | Shin Yea-Ji           | Coreia do Sul    |        |    | 16 |    |    |
| 33                                                    | Roxana Luca           | Romênia          |        | 17 |    |    |    |
| 33                                                    | Daria Zuravicki       | Israel           |        |    | 17 |    |    |
| 35                                                    | Shirene Human         | África do Sul    |        |    | 18 |    |    |
| 35                                                    | Hristina Vassileva    | Bulgária         |        | 18 |    |    |    |
| 37                                                    | Christine Lee         | Hong Kong        |        | 19 |    |    |    |
| 37                                                    | Gladys Orozco         | México           |        |    | 19 |    |    |
| 39                                                    | Diana Y. Chen         | Taipé Chinesa    |        | 20 |    |    |    |
| 39                                                    | Ksenija Jastsenski    | Iugoslávia       |        |    | 20 |    |    |

### Duplas
| Pos.              | Nome                                    | Nacionalidade    | Pontos | PC | PL |
| ----------------- | --------------------------------------- | ---------------- | ------ | -- | -- |
| Medalha de ouro   | Shen Xue / Zhao Hongbo                  | China            | 1.5    | 1  | 1  |
| Medalha de prata  | Tatiana Totmianina / Maxim Marinin      | Rússia           | 3.0    | 2  | 2  |
| Medalha de bronze | Kyoko Ina / John Zimmerman              | Estados Unidos   | 4.5    | 3  | 3  |
| 4                 | Maria Petrova / Alexei Tikhonov         | Rússia           | 6.0    | 4  | 4  |
| 5                 | Pang Qing / Tong Jian                   | China            | 7.5    | 5  | 5  |
| 6                 | Dorota Zagórska / Mariusz Siudek        | Polônia          | 9.0    | 6  | 6  |
| 7                 | Tiffany Scott / Philip Dulebohn         | Estados Unidos   | 10.5   | 7  | 7  |
| 8                 | Jacinthe Larivière / Lenny Faustino     | Canadá           | 12.0   | 8  | 8  |
| 9                 | Zhang Dan / Zhang Hao                   | China            | 14.0   | 10 | 9  |
| 10                | Anabelle Langlois / Patrice Archetto    | Canadá           | 15.5   | 11 | 10 |
| 11                | Kateřina Beránková / Otto Dlabola       | República Tcheca | 16.5   | 9  | 12 |
| 12                | Valérie Marcoux / Bruno Marcotte        | Canadá           | 17.0   | 12 | 11 |
| 13                | Yuko Kawaguchi / Alexander Markuntsov   | Japão            | 19.5   | 13 | 13 |
| 14                | Mariana Kautz / Norman Jeschke          | Alemanha         | 21.0   | 14 | 14 |
| 15                | Viktoria Borzenkova / Andrei Chuvilyaev | Rússia           | 23.0   | 16 | 15 |
| 16                | Tatiana Chuvaeva / Dmitri Palamarchuk   | Ucrânia          | 23.5   | 15 | 16 |
| 17                | Viktoria Shklover / Valdis Mintals      | Estônia          | 25.5   | 17 | 17 |
| 18                | Maria Krasiltseva / Artem Znachkov      | Armênia          | 27.5   | 19 | 18 |
| 19                | Jelena Sirokhvatova / Jurijs Salmanovs  | Letônia          | 28.0   | 18 | 19 |
| 20                | Marina Aganina / Artem Knyazev          | Uzbequistão      | 30.0   | 20 | 20 |

### Dança no gelo
| Pos.                           | Nome                                    | Nacionalidade    | Pontos | DCB | DCA | DO | DL |
| ------------------------------ | --------------------------------------- | ---------------- | ------ | --- | --- | -- | -- |
| Medalha de ouro                | Irina Lobacheva / Ilia Averbukh         | Rússia           | 2.0    | 1   | 1   | 1  | 1  |
| Medalha de prata               | Shae-Lynn Bourne / Victor Kraatz        | Canadá           | 4.0    | 2   | 2   | 2  | 2  |
| Medalha de bronze              | Galit Chait / Sergei Sakhnovski         | Israel           | 7.0    | 4   | 4   | 4  | 3  |
| 4                              | Margarita Drobiazko / Povilas Vanagas   | Lituânia         | 7.0    | 3   | 3   | 3  | 4  |
| 5                              | Albena Denkova / Maxim Staviyski        | Bulgária         | 10.0   | 5   | 5   | 5  | 5  |
| 6                              | Elena Grushina / Ruslan Goncharov       | Ucrânia          | 12.0   | 6   | 6   | 6  | 6  |
| 7                              | Kati Winkler / René Lohse               | Alemanha         | 14.0   | 7   | 7   | 7  | 7  |
| 8                              | Tatiana Navka / Roman Kostomarov        | Rússia           | 16.0   | 8   | 8   | 8  | 8  |
| 9                              | Naomi Lang / Peter Tchernyshev          | Estados Unidos   | 18.0   | 9   | 9   | 9  | 9  |
| 10                             | Marie-France Dubreuil / Patrice Lauzon  | Canadá           | 20.2   | 11  | 10  | 10 | 10 |
| 11                             | Sylwia Nowak / Sebastian Kolasiński     | Polônia          | 22.0   | 10  | 12  | 11 | 11 |
| 12                             | Isabelle Delobel / Olivier Schoenfelder | França           | 22.4   | 15  | 11  | 12 | 12 |
| 13                             | Tanith Belbin / Benjamin Agosto         | Estados Unidos   | 26.6   | 13  | 13  | 14 | 13 |
| 14                             | Marika Humphreys / Vitali Baranov       | Reino Unido      | 27.0   | 12  | 14  | 13 | 14 |
| 15                             | Kristin Fraser / Igor Lukanin           | Azerbaijão       | 30.2   | 16  | 15  | 15 | 15 |
| 16                             | Federica Faiella / Massimo Scali        | Itália           | 31.6   | 14  | 16  | 16 | 16 |
| 17                             | Alia Ouabdelsselam / Benjamin Delmas    | França           | 34.0   | 17  | 17  | 17 | 17 |
| 18                             | Veronika Morávková / Jiří Procházka     | República Tcheca | 36.2   | 19  | 18  | 18 | 18 |
| 19                             | Stephanie Rauer / Thomas Rauer          | Alemanha         | 38.8   | 18  | 19  | 19 | 20 |
| 20                             | Zhang Weina / Cao Xianming              | China            | 39.0   | 20  | 20  | 20 | 19 |
| 21                             | Zita Gebora / Andras Visontai           | Hungria          | 42.2   | 21  | 22  | 21 | 21 |
| 22                             | Valentina Anselmi / Fabrizio Pedrazzini | Itália           | 44.0   | 23  | 21  | 22 | 22 |
| 23                             | Yang Tae-Hwa / Lee Chuen-Gun            | Coreia do Sul    | 46.6   | 23  | 23  | 24 | 23 |
| 24                             | Rie Arikawa / Kenji Miyamoto            | Japão            | 48.0   | 26  | 24  | 23 | 24 |
| Não avançaram para dança livre |                                         |                  |        |     |     |    |    |
| 25                             | Alla Beknazarova / Yuri Kocherzhenko    | Ucrânia          |        | 22  | 25  | 25 |    |
| 26                             | Jessica Huot / Juha Valkama             | Finlândia        |        | 25  | 26  | 26 |    |
| 27                             | Anna Mosenkova / Sergei Sychyov         | Estônia          |        | 27  | 27  | 27 |    |
| 28                             | Natalie Buck / Trent Nelson-Bond        | Austrália        |        | 28  | 28  | 28 |    |

## Quadro de medalhas
| Ordem | País           | Medalha de ouro | Medalha de prata | Medalha de bronze |    | Ordem por total |
| ----- | -------------- | --------------- | ---------------- | ----------------- | -- | --------------- |
| 1     | Rússia         | 3               | 1                |                   | 4  | 1               |
| 2     | China          | 1               |                  |                   | 1  | 4               |
| 3     | Estados Unidos |                 | 2                | 1                 | 3  | 2               |
| 4     | Canadá         |                 | 1                |                   | 1  | 4               |
| 5     | Japão          |                 |                  | 2                 | 2  | 3               |
| 6     | Israel         |                 |                  | 1                 | 1  | 4               |
| TOTAL | TOTAL          | 4               | 4                | 4                 | 12 | —               |